# Herman Severin Løvenskiold
Pour les articles homonymes, voir Løvenskiold.
Le baron Herman Severin Løvenskiold (Holden Jernværk, 30 juillet 1815 – Copenhague, 5 décembre 1870) est un compositeur et organiste norvégien, principalement connu aujourd'hui pour sa partition de la version d'Auguste Bournonville du ballet La Sylphide en 1836, pour le Ballet royal danois à Copenhague.
Herman Severin Løvenskiold est allé étudier la musique à Copenhague. En 1836, son ballet La Sylphide connait le succès. En 1839 est créé un second ballet Sara. En 1840, Løvenskiold entreprend un voyage d'étude en Allemagne et en Autriche; il se rend à Vienne pour prendre des leçons auprès de Ignaz von Seyfried. En 1851 il est nommé organiste de la Slottskyrka de Christianborg. 

## Œuvres
- La Sylphide, ballet (1836)
- Sara, ballet (1839)
- Turandot, opéra représenté à Copenhague le 3 décembre 1854.
- Festouvertüre, pour le couronnement de Christian VIII
- Ouverture de concert idyllique
- Fra Skoven ved Furesø, ouverture
- Trio avec piano
- Quatuor avec piano
- Pièces pour piano

Discographie sélective au 20/07/2020
- La Sylphide, pas-de-deux : Orchestre Symphonique de Londres, dirigé par Richard Bonynge (1962 - DECCA, coffret 10 CD "Fête du Ballet")
- La Sylphide, ballet intégral : 
  - 1°) Orchestre Philharmonique de Copenhague, dirigé par Ole Schmidt (1978 - EMI)
  - 2°) Royal Danish Orchestra, dirigé par David Garforth (1985 - CHANDOS)
  - 3°) Danish Radio Sinfonietta, dirigé par Harry Damgaard (1997 - CPO)